# الدوري الأرمني الممتاز 2002
الدوري الأرمني الممتاز 2002 (بالأرمنية: Հայաստանի Բարձրագույն խումբ 2002) هو الموسم 11 من  الدوري الأرمني الممتاز. أقيم خلال الفترة 13 أبريل 2002 وحتى، وشارك فيه  12 فريقاً.